# Aïn Aïcha (kommun)
Ain Aicha (franska: Ain Aicha (CR), Ain Aicha (Commune Rurale), arabiska: اوطا بوعبان) är en kommun i Marocko.   Den ligger i provinsen Taounate och regionen Fès-Meknès, i den nordöstra delen av landet, 200 km öster om huvudstaden Rabat. Antalet invånare är 22 575.